# 格達灣

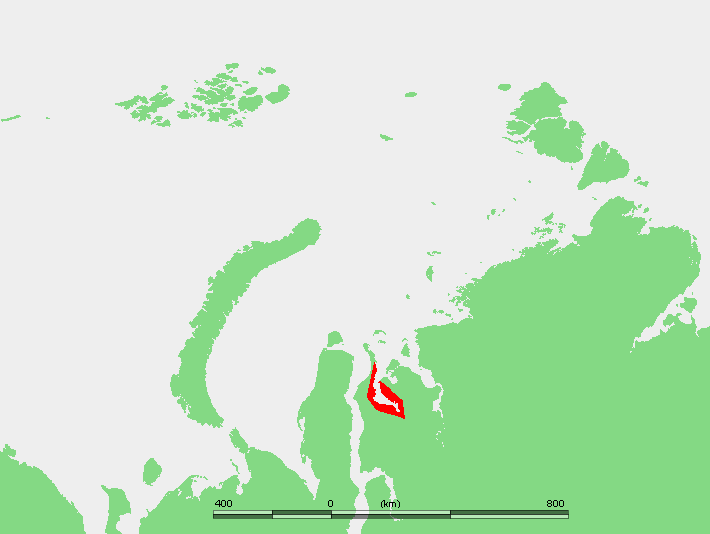

格達灣（俄语：Гыданская губа）是俄羅斯的海灣，位於格達半島以北的卡拉海南部，由亞馬爾-涅涅茨自治區負責管轄，長200公里，水深5至8米，全年大部分時間結冰。

## 外部連結
- Location:  （页面存档备份，存于）
- Yamalo-Nenets administration information:

71°17′N 77°47′E / 71.283°N 77.783°E